# وو تشنغن
وو تشنغن (1500 - 1582) روائي وشاعر صيني.
ولد في عام 1500، في مدينة شانيانغ، هوايان في الصين. تلقى تعليماً كونفوشيوسياً تقليدياً ثم أصبح مشهوراً في الشعر والإنشاء النثري الماهر بأسلوب الكلاسيكي. كان مهتماً بالقصص الغريبة، واستخدم الحكايات الشعبية المكتوبة والشفهية كقواعد بنى عليها رواية «الرحلة نحو الغرب» التي تعرف في اللغة الصينية باسم «شييوجي»، والتي نشرت بشكل مجهول في عام 1592. تحكي الرواية الحوادث والمغامرات المضحكة للناسك شوانزانغ الذي عاش في القرن 7 وسافر إلى الهند باحثاً عن نصوص مقدسة برفقة ثلاث شخصيات حيوانية: قرد وخنزير وسمكة. تهجو الرواية مجتمع وحكومة الصين وتحتوي على عناصر دينية وفلسفية مقتبسة من البوذية والطاوية والكونفوشيوسية الحديثة. ترجمت إلى اللغة الإنجليزية وسميت «القرد». توفي في عام 1582 في هوايان. مجلدان فقط من أعماله الأخرى بقيا موجودين الآن.

## روابط خارجية
- وو تشنغن على موقع IMDb (الإنجليزية)
- وو تشنغن على موقع الموسوعة البريطانية (الإنجليزية)
- وو تشنغن على موقع قاعدة بيانات الفيلم (الإنجليزية)